# Hugh O'Flaherty
Hugh O'Flaherty (Cahersiveen, 28 febbraio 1898 – Cahersiveen, 30 ottobre 1963) è stato un presbitero irlandese.
Fu un sacerdote cattolico romano, artefice della salvezza di circa 6.500 tra civili, militari e perseguitati ebrei, che fece rifugiare presso le residenze extraterritoriali vaticane e gli istituti religiosi durante l'occupazione nazi-fascista di Roma nel corso della seconda guerra mondiale. Per tale attività, svolta beffando l'intelligence militare tedesca, egli si meritò l'appellativo di "Primula Rossa del Vaticano" (The Scarlet Pimpernel of the Vatican).

## Biografia

### Prima della seconda guerra mondiale
Nato nella Contea di Cork, in Irlanda studiò Teologia presso il seminario di Killarney. Fu inviato a Roma nel 1922 per completare i propri studi e fu ordinato sacerdote il 20 dicembre 1925, restando in servizio presso la Santa Sede, incardinato alla Sacra Congregazione De Propaganda Fide, attraverso la quale, con la collaborazione del Cardinal Prefetto, Pietro dei marchesi Fumasoni Biondi e del Pro-Rettore del Pontificio Collegio Urbano De Propaganda Fide, Monsignor Saverio Maria dei baroni Paventi di San Bonaventura, iniziò ad instaurare la sua preziosa rete di collaboratori.

Partenza per l'Egitto: Mons. Hugh O'Flaherty (al centro della foto) con il Pro-Rettore del Pontificio Collegio Urbano De Propaganda Fide al Gianicolo, mons. Saverio Maria Paventi di San Bonaventura (al suo fianco sinistro), 1934

Nel 1934 O'Flaherty ricevette il titolo di "monsignore". Negli anni successivi entrò nella diplomazia vaticana e, come parte di essa, prestò servizio in Egitto, Haiti, Santo Domingo e Cecoslovacchia, per poi rientrare a Roma con un incarico al Sant'Uffizio nel 1938. Oltre che per via delle sue doti di sacerdote e diplomatico, egli si era segnalato quale valente sportivo, sia come campione di boxe sia per la propria passione ed abilità nel gioco del golf.

### Seconda guerra mondiale
Durante i primi anni della seconda guerra mondiale, O'Flaherty effettuò numerose visite presso i campi di prigionia presso i quali erano reclusi i prigionieri di guerra in Italia, tentando tra l'altro di raccogliere notizie su quanti erano stati dichiarati dispersi dai propri comandi. Man mano che li rintracciava nei campi italiani, utilizzava la Radio Vaticana per comunicare il loro ritrovamento e così far giungere una notizia rassicurante alle loro famiglie.
Dopo l'armistizio dell'8 settembre 1943, migliaia di soldati alleati prigionieri di guerra, soprattutto inglesi furono rilasciati. Alcuni di essi, ricordando la figura del sacerdote che prestava loro assistenza nei campi, si recarono a cercarlo a Roma per ottenere assistenza, mentre altri, raggiunta la capitale italiana, si rivolsero all'ambasciata irlandese, l'unica con personale di lingua inglese rimasta aperta dopo lo scoppio della guerra.
Delia Murphy, moglie dell'ambasciatore irlandese e, al tempo, una nota cantante di ballate irlandesi, iniziò in queste circostanze la sua attiva collaborazione con O'Flaherty.
Senza la necessità di attendere autorizzazioni dai propri superiori, O'Flaherty si mise immediatamente all'opera con la sua rete di collaboratori, tesa a salvare gli ex prigionieri di guerra ed altre persone minacciate dall'incombente pericolo delle forze di occupazione naziste che avevano preso il controllo di Roma sin dal 10 settembre 1943, reclutando altri religiosi, due agenti segreti al servizio delle forze della Francia libera, il vice questore Angelo de Fiore, attivisti comunisti e numerosi aristocratici, incluso un conte svizzero residente a Roma. Tra i suoi luogotenenti vi fu il colonnello inglese Sam Derry. Prese inoltre ad operare in coordinamento con Sir D'Arcy Osborne, l'ambasciatore Britannico presso il Vaticano. Attraverso la propria rete di assistenza O'Flaherty e i suoi collaboratori riuscirono a nascondere ed a sottrarre alla cattura da parte dei nazifascisti circa quattromila ricercati - soprattutto militari alleati ed ebrei - facendo loro trovare rifugio presso appartamenti protetti, fattorie, case rurali, residenze vaticane, chiese e conventi. Uno dei nascondigli si trovava accanto alla sede centrale delle SS.
O'Flaherty, coordinatore di un'operazione di salvataggio le cui operazioni non erano sfuggite alla rete spionistica al servizio di Herbert Kappler, per sfuggire alla cattura durante le sue frequenti visite fuori dalle Mura Leonine adottò numerosi travestimenti, che non solo evitarono la sua cattura, ma anche la sua morte, dal momento che le SS agli ordini di Kappler tentarono di assassinarlo in diverse occasioni, non potendo violare la neutralità del Vaticano per irrompere al suo interno in forze ed arrestarlo.
Avvertito del pericolo incombente sulla sua stessa vita anche dall'ambasciatore tedesco, O'Flaherty assunse un comportamento più prudente, non lasciando personalmente il Vaticano, ma ricevendo i suoi contatti presso la basilica di San Pietro e facendosi vedere beffardamente in piazza San Pietro dai militi tedeschi che ne sorvegliavano il confine tracciato da lastre di travertino nella pavimentazione.
Durante la sua attività, la rete di O'Flaherty si arricchì continuamente di collaboratori, includendo numerosi sacerdoti, suore e cittadini italiani, che posero a disposizione dei rifugiati persino le loro stesse abitazioni, a costo di un rischio gravissimo per le loro vite in caso di scoperta da parte dei nazifascisti. Tra questi svolsero un ruolo importante i Padri Agostiniani Maltesi Egidio Galea (l'ultimo sopravvissuto, morto il 3 gennaio 2005 all'età di 86 anni), Aurelio Borg, Ugolino Gatt e frà Robert. Un'altra persona che offrì un contributo significativo fu la maltese Chetta Chevalier, che nascose diversi rifugiati nella propria casa con i suoi bambini. Cerimonie religiose ebraiche per i rifugiati furono tenute sotto gli auspici O'Flaherty nella centrale Basilica di San Clemente sotto un dipinto raffigurante il profeta Tobia. La basilica si trovava sotto la protezione dell'ambasciata irlandese.
Quando gli Alleati giunsero finalmente a Roma, nel giugno 1944, si poté verificare la salvezza di 3 925 dei rifugiati, purtroppo altri erano stati catturati nonostante le misure prese a loro protezione (i fascisti non esitarono ad irrompere nella basilica di San Paolo per catturare gli importanti capi antifascisti che vi erano rifugiati). Agli Alleati, malgrado la persecuzione subita, O'Flaherty chiese che i prigionieri tedeschi fossero trattati umanamente. Prese quindi un aereo per visitare i prigionieri di guerra italiani custoditi in Sudafrica e si recò a Gerusalemme a visitare diversi rifugiati ebrei.
Tornato a Roma, prese a visitare regolarmente in carcere l'ex capo della Gestapo a Roma, Herbert Kappler, frattanto catturato dalle forze britanniche e consegnato alle autorità italiane. A seguito delle visite mensili del sacerdote irlandese, Kappler si convertì al cattolicesimo nel 1959.
Di 9 700 ebrei presenti a Roma durante l'occupazione nazista, 1 007 furono catturati e mandati a morire ad Auschwitz.
Degli altri 8 700, 3 700 furono nascosti presso privati e 5 000 direttamente dal Vaticano (3 000 nella residenza papale di Castel Gandolfo), tra i 200 e i 400 (le stime variano) furono camuffati come "membri" della Guardia Palatina, mentre altri 1 500 circa furono nascosti in monasteri, conventi e scuole cattoliche..

## Dopoguerra
Dopo la guerra O'Flaherty ricevette numerosi riconoscimenti e decorazioni, tra le quali l'Ordine dell'Impero Britannico (CBE) e la Medaglia della Libertà statunitense con Silver Palm. Rifiutò la pensione a vita assegnatagli dall'Italia. Nel 1960 fu colpito da un grave ictus mentre celebrava la messa e fu costretto a tornare in Irlanda. Si trasferì a Cahersiveen per vivere con la sorella, Bride Sheehan.
Hugh O'Flaherty morì il 30 ottobre 1963, all'età di 65 anni nella casa della sorella. Fu sepolto nel cimitero Daniel O'Connell Memorial Church a Cahersiveen. Vi è un boschetto di alberi piantati in memoria di Hugh O'Flaherty nel Parco Nazionale di Killarney.

## Cinema e radio
La figura di O'Flaherty fu resa celebre dal film per la televisione del 1983, Scarlatto e nero, nel quale la sua figura fu incarnata da Gregory Peck. Il film racconta le gesta di O'Flaherty dall'occupazione tedesca di Roma sino all'arrivo degli Alleati. Fu inoltre il secondo protagonista della novella radiofonica di Robin Glendinning sui tentativi di Kappler di ottenere asilo in Vaticano intitolata La primula rossa del Vaticano, trasmessa il 30 novembre 2006 sul canale BBC Radio 4.
Lo scrittore Joseph O'Connor gli ha dedicato il romanzo storico "La casa di mio padre".